# Piedras Negras (Messico)
Piedras Negras è un comune del Messico, situato nello stato federato di Coahuila.
Dal 1888 al 1911 era chiamata Ciudad Porfirio Díaz.